# Liberal Alliances Ungdom
 Der er for få eller ingen kildehenvisninger i denne artikel, hvilket er et problem. Du kan hjælpe ved at angive troværdige kilder til de påstande, som fremføres i artiklen.

Liberal Alliances Ungdom er en dansk politisk ungdomsorganisation, der er tilknyttet Liberal Alliance. Organisationen er baseret på "liberale værdier herunder frihed, privat initiativ og en begrænset statsmagt." I forhold til det politiske spektrum er LAU placeret på den meget liberale fordelingspolitiske fløj samt den libertære fløj værdipolitisk.[kilde mangler]
Ved folkeafstemningen om EU-forsvarsforbeholdet gik LAU imod Liberal Alliances linje og anbefalede at stemme nej.

## Historie
Organisationen blev formelt stiftet som Ung Alliance den 22. februar 2008 på Christiansborg. Efter moderpartiets navneskifte fra Ny Alliance til Liberal Alliance i august 2008 skiftede også ungdomsorganisationen navn til Liberal Alliances Ungdom den 31. januar 2009. 
I  perioden 2008-2022 har Liberal Alliances Ungdom i alt haft 11 formænd. 
I 2012 blev LAU's organisation ændret: Ordførerposter blev afskaffet, og der blev sat fokus på lokalforeningernes fortsatte udvikling samt nedsat enkelte udvalg. Princippet var, at hovedbestyrelsen skulle stå for at drive ungdomspartiet og ikke kun føre politik via fx ordførerposter, som det tidligere var tænkt. 
I 2016 vandt Stefan Roy Frederiksen et kampvalg mod Anders Burlund, og Amanda Meiner-Madsen blev valgt som næstformand. I februar 2017 blev Stefan Roy Frederiksen imidlertid først suspenderet og senere ekskluderet af organisationen efter "mistanke om uretmæssig adgang til to medlemmers konti på sociale medier". Samtidig blev Søren Nielsen valgt som ny formand.
Til landsmødet i 2018 tabte han i et nyt kampvalg til Carl Andersen med stemmerne 107 til Carl, 105 til Søren og 2 blanke.
Umiddelbart før LAU's landsmøde i februar 2019 offentliggjorde organisationens tidligere formand Rasmus Brygger en række anklager om voldtægt, overgreb og krænkende kommentarer mod i alt syv piger og kvinder i Liberal Alliances Ungdom begået af flere mandlige medlemmer, hvoraf nogle havde ledende poster i ungdomspartiet. Brygger opfordrede såvel Carl Andersen som den øvrige ledelse til at gå af for at have svigtet i opklaringen af sagen. Carl Andersen blev derefter udfordret af det hidtidige forretningsudvalgsmedlem Signe Bøgevald Hansen ved landsmødets formandsvalg og tabte kampvalget med 78 stemmer mod 101 stemmer til Bøgevald Hansen. Efter landsmødet blev det kendt, at Carl Andersen og det øvrige forretningsudvalg havde haft et større kendskab til sagerne, end Andersen i første omgang havde nævnt. Nogle af de unge kvinder fortalte til Berlingske, at den tidligere ledelse i LAU bevidst havde forsøgt at neddrosle anklagerne om voldtægter og seksuelt krænkende adfærd i ungdomspartiet. Sagerne satte gang i en større debat om kulturen i de danske ungdomspartier, og en stribe medlemmer forlod ungdomspartiet som følge af kvindernes beretninger. Efterfølgende kom en af de implicerede mænd for retten i Odense. Forsvareren, der havde indkaldt Carl Andersen som vidne, plæderede for, at sagerne var kommet frem som følge af et ønske om at afsætte den daværende ledelse. I juni 2019 blev den anklagede idømt en erstatning på 20.000 kr. og syv måneders ubetinget fængsel for voldtægt. Manden ankede dommen til Østre Landsret som endte med frifindelse. 

## Politik
Liberal Alliances Ungdom baserer sin politik på ønsket om en mindre stat, mere personlig frihed og lavere skatter. De har bl.a. fokuseret på områder som retten til fagforeningsfrihed, friheden til forskellighed, modstanden mod vindmølle-energi, legalisering af narkotiske stoffer, forbud mod omskæring og kritiseret underskud på statens finanser samt høje skatter . Politikken dækker et bredt spektrum af emner, som alle tilskrives de liberale rødder, og ungdomspartiet har bl.a. kritiseret Liberal Alliance for at være for midtersøgende og pragmatisk. Ligeledes har LAU i sit nyhedsbrev og på flere hjemmesider støttet foreningen Ren Energi Oplysning, der arbejder for oplysning om kernekraft. [kilde mangler]

## Skolevalgsresultater
| Valg | Formand                | Stemmer | %     | Mandater | +/-     | Mærkesag #1                            | Mærkesag #2          | Mærkesag #3                              |
| ---- | ---------------------- | ------- | ----- | -------- | ------- | -------------------------------------- | -------------------- | ---------------------------------------- |
| 2015 | Alex Vanopslagh        |         | 11,0  | 19 / 175 | Uændret | Fjern topskatten                       | Ja til atomkraft     | Fri hash                                 |
| 2017 | Stefan Roy Frederiksen | 6.122   | 13,5  | 24 / 175 | 5       | Fjernelse af topskatten                | Legaliser peberspray | Indfør aktiv dødshjælp                   |
| 2019 | Carl Andersen          | 5.980   | 9,9   | 18 / 175 | 6       | Privatiser DR                          | Afskaf topskatten    | Legaliser cannabis                       |
| 2021 | Simon Fendinge Olsen   | 3.791   | 7,8   | 14 / 175 | 4       | Afkriminalisér alle stoffer            | Afskaf arveafgiften  | Afskaf topskatten                        |
| 2024 | Simon Fendinge Olsen   |         | 30,15 | 55 / 175 | 41      | Giv 17-årige ret til at køre bil alene | Afskaf topskatten    | Gør arbejde for unge under 18 skattefrit |

## Organisation
Liberal Alliances Ungdom havde i ifølge Dansk Ungdoms Fællesråds (DUFs) officielle 2022-opgørelse knap 800 medlemmer.
Liberal Alliances Ungdom består af landsforeningen og lokalforeninger, og landsforeningens struktur er bygget på to ledelsesorganer: Forretningsudvalget og Hovedbestyrelsen. Forretningsudvalget er Liberal Alliances Ungdoms ledende og øverste organ. Forretningsudvalget står for de overordnede og strategiske beslutninger i Liberal Alliances Ungdom og har til formål at lede foreningen. Hovedbestyrelsen fungerer som et koordinerende og kontrollerende organ i partiet.
Forretningsudvalget har ni medlemmer samt 2 suppleanter med landsformand Tobias Pagh i spidsen.  Hovedbestyrelsen består af repræsentanter fra lokalafdelingerne.
Liberal Alliances Ungdom havde 10 lokalafdelinger i 2022 ifølge DUF, og 24 ifølge organisationens egen hjemmeside.

## Formænd
Formænd for Liberal Alliances Ungdom:
- 2008 - 2009: Benjamin Dickow
- 2009 - 2011: Emil Lykke Jensen
- 2011 - 2012: Sasha Renate Bermann
- 2012 - 2014: Rasmus Brygger
- 2014 - 2016: Alex Vanopslagh
- 2016 - 2017: Stefan Roy Frederiksen
- De sidste par måneder i 2017: Amanda Meiner-Madsen
- 2017 - 2018: Søren Nielsen
- 2018 - 2019: Carl Andersen
- 2019 -  2021: Signe Bøgevald Hansen
- 2021 -  2024 : Simon Fendinge Olsen
- 2024 - 2025: Nicolai Wang
- 2025 - : Tobias Jæger Pagh

## Kampagner
Liberal Alliances Ungdom har gennemført en række kampagner på de sociale medier. Eksempler på ungdomspartiets medieindslag er:
- Halloween (2014)[22]
- Ud af EU (2014)[23]
- DR Licens (2016)[24]
- Omskæring af børn (2015)[25]

Den sidstnævnte blev af en jury kåret til "den mest effektfulde statusopdatering" blandt alle danske ungdomspartier i folketingsvalgkampen 2015.

## Internationalt
Liberal Alliances Ungdom oprettede i 2015 Internationalt Udvalg, og har lige siden engageret sig aktivt udenrigspolitisk. Under mottoet "Drømmen om frihed stopper ikke ved den danske grænse!" har udvalget  opprioriteret det internationale arbejde og sendt medlemmer til konferencer og seminarer i en række forskellige lande. Liberal Alliances Ungdom har typisk studieture til udlandet flere gange årligt, og har i øjeblikket projekter og partnerskaber spredt over tre forskellige kontinenter. [kilde mangler]
I 2015 deltog Liberal Alliances Ungdom i det norske kommune- og fylketingsvalg, hvor de hjalp det norske parti Liberalistene, og i 2016 var de i London for at støtte Brexit-siden ved folkeafstemningen om fortsat britisk EU-medlemskab. [kilde mangler]
Projekter og partnerskaber:

Ungdommens Nordiske Råd (Liberal Alliances Ungdom sidder med i den liberale gruppe, "NLU") [kilde mangler]

Myanmar Multiparty Democracy Programme

Danish-Egyptian Political Party Youth Network

Udviklingsprojekt i Moldova